# Dorians

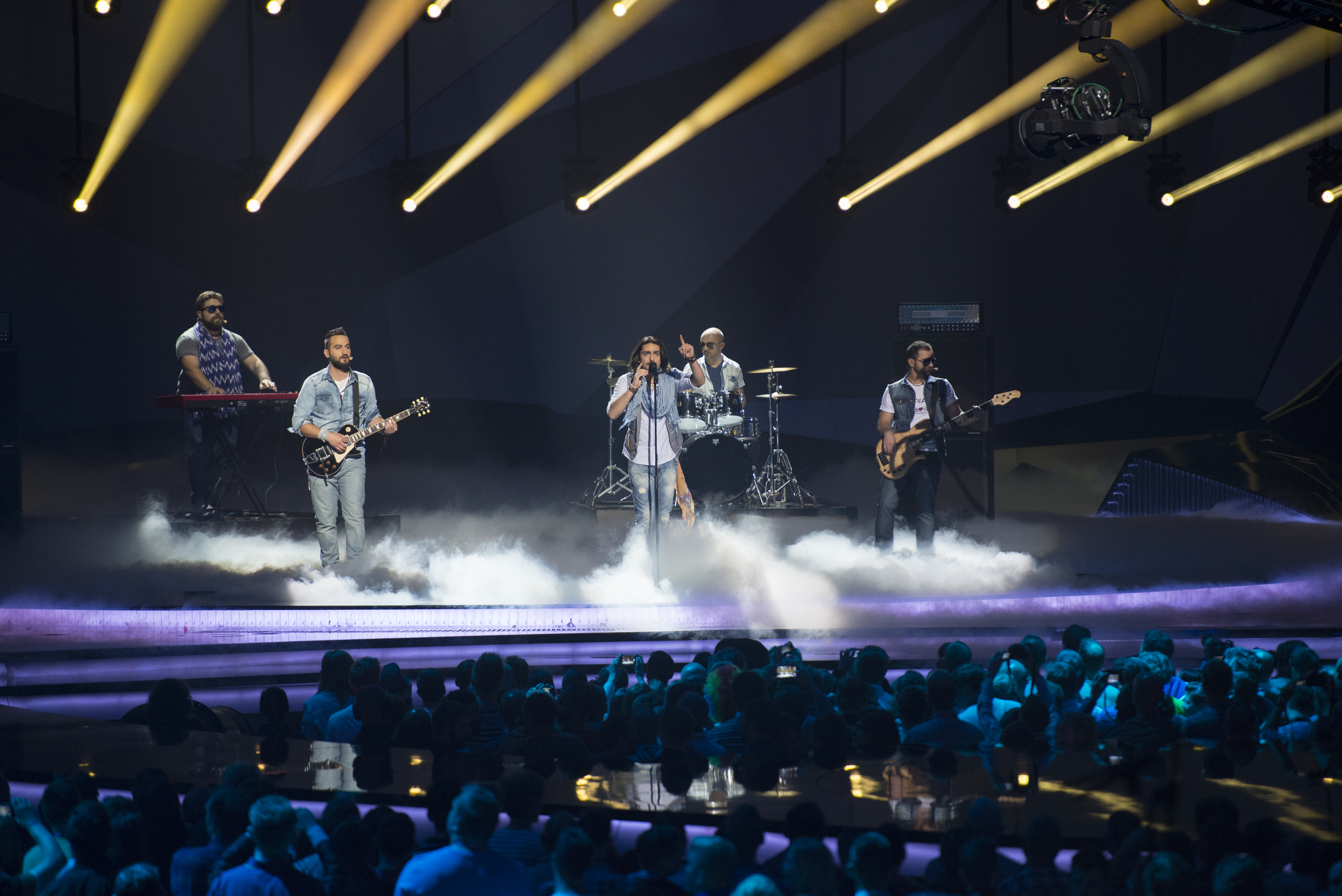
Dorians beim ESC 2013

Dorians („die Dorer“) ist eine armenische Rockband, die seit 2008 besteht.

## Hintergrund
Neben ihrer Heimat ist die Band auch in Russland bekannt. 2012 sollte sie für Armenien beim Eurovision Song Contest 2012 mit dem Song This Is Our World auftreten; aufgrund der Konflikte mit dem Gastgeberland Aserbaidschan zog Armenien die Teilnahme jedoch zurück.
Intern wurde die Gruppe als Teilnehmer Armeniens für den Eurovision Song Contest 2013 mit dem Titel Lonely Planet ausgewählt. Sie landete auf Platz 18 mit 41 Punkten. Aus Georgien erhielt sie zehn und aus Bulgarien acht Punkte.

## Mitglieder
- Gor Sudschjan – Gesang
- Gagik Khodavirdi – Gitarre
- Arman Pahlevanjan – Keyboards
- Edgar Sahakjan – E-Bass
- Arman Jalaljan – Schlagzeug

## Diskografie
Alben
- 2011: Fly